# Roland Faure
Pour les articles homonymes, voir Faure.
Roland Faure, né le 10 octobre 1926 à Montélimar (Drôme) et mort le 25 février 2023 à Paris,,, est un journaliste et patron de presse et d'entreprises audiovisuelles français.

## Biographie
Roland Faure a notamment été fondateur du Journal français du Brésil à Rio de Janeiro (1952-1953), rédacteur en chef de L'Aurore, directeur de Toutes les nouvelles de Versailles.
Il a été directeur de l'information de Radio France de 1979 à 1981 avant de créer la radio Canal Versailles Stéréo (CVS) qu'il dirige de 1982 à 1986. Président-directeur général de Radio France de 1986 à 1989, à ce titre, il est le créateur, en 1987, avec Jérôme Bellay, de France Info. Il supprime Radio 7, la radio jeune de Radio France, pour faire place à France Info.
Il a également été membre du Conseil supérieur de l'audiovisuel de janvier 1989 - création de l'institution - à janvier 1997.

## Publication
- Brésil dernière heure, éditions André Martel, 1954.

## Décorations
- Commandeur de la Légion d'honneur[9],[10]
- Officier de l'ordre national du Mérite
- Commandeur de l'ordre des Arts et des Lettres
- Médaille de la jeunesse, des sports et de l'engagement associatif, or[11]

### Source
- Robert Prot, Dictionnaire de la radio, Presses universitaires de Grenoble/ INA, 1997  (ISBN 978-2-7061-0762-7).